# Stella's lori
Stella's lori (Charmosyna stellae) is een papegaai uit Nieuw-Guinea. De wetenschappelijke naam van de soort is in 1886 voor het eerst geldig gepubliceerd door Adolf Bernhard Meyer en vernoemd naar de Oostenrijkse barones Stella Erggelet. De soort werd lang beschouwd als ondersoort van de papoealori. 

## Verspreiding en leefgebied
Er zijn drie ondersoorten:
- C. s. goliathina: van westelijk Nieuw-Guinea tot de Adelbert Range in het noordoosten.
- C. s. wahnesi: Huonschiereiland (noordoostelijk Nieuw-Guinea).
- C. s. stellae: zuidoostelijk Nieuw-Guinea.

De soort leeft in bergwouden tussen 1500 en 3100 meter hoogte in Nieuw-Guinea. In het verspreidingsgebied van bestaat een temperatuurverschil tussen dag en nacht dat kan oplopen tot 20 °C.

## Status
De grootte van de populatie is niet gekwantificeerd maar de soort wordt omschreven als vrij algemeen. Op de Rode lijst van de IUCN heeft deze soort de status niet bedreigd.